# Liste du patrimoine immobilier classé de Liège
Cette page regroupe l'ensemble du patrimoine immobilier classé de la ville belge de Liège, regroupés en trois sous-pages :
- A-H
- I
- J-Z